# Mayres (Ardèche)
Mayres település Franciaországban, Ardèche megyében. Lakosainak száma 264 fő (2022. január 1.). Mayres Astet, Barnas, Borne, Mazan-l'Abbaye és La Souche községekkel határos.

## Népesség
A település népességének változása:
| Lakosok száma | 445  | 366  | 302  | 251  | 261  | 257  | 262  | 264  | 264  | 264  |
|               | 1968 | 1982 | 1990 | 2006 | 2013 | 2015 | 2017 | 2019 | 2020 | 2022 |